# Торгово-промышленный союз Российской империи
Торго́во-промы́шленный сою́з Росси́йской импе́рии наряду с Прогрессивно-экономической партией Российской империи и Торгово-промышленной партией, одна из трёх основных партий, в которые во время образования политических партий в 1905 году, накануне выборов в Государственную думу Российской империи I созыва организовалась российская торгово-промышленная буржуазия на чисто классовой основе, с целью охраны своих классовых интересов.
Всероссийский торгово-промышленный союз возник в городе Санкт-Петербурге в 1905 году.
11 ноября 1905 года было созвано первое учредительное общее собрание союза, на котором присутствовало семьсот человек, преимущественно из торгово-промышленного класса, делегированных соответствующими организациями, например, Биржевыми комитетами. Своей задачей союз ставил «политическое и экономическое содружество хозяев торгово-промышленных заведений и их служащих на пространстве всей империи в целях развития отечественных торговли и промышленности». Союз издавал с ноября по декабрь 1905 года еженедельный журнал, под названием «Всероссийский торгово-промышленный вестник»; его редактором подписывался И. Калашников. Председателем совета торгово-промышленного союза был М. В. Максимов, секретарем — В. П. Кузнецов.
Союз принял деятельное участие в выборах в Государственную Думу, но развил свою энергию в столице, но на Россию он не успел распространиться. В Петербурге он перед выборами в первую Думу вступил в блок с прогрессивно-экономической партией, «Союзом 17 октября» и партией правового порядка и был совершенно разбит.
После этого деятельность Торгово-промышленного союза совершенно замерла и он де-факто прекратил существование.